# Peter Løvenkrands
Peter Rosenkrands Løvenkrands (Hørsholm, 29 gennaio 1980) è un allenatore di calcio ed ex calciatore danese, di ruolo attaccante o ala.
È il fratello minore del calciatore danese Tommy Løvenkrands.

## Palmarès

### Club
- Coppa di Danimarca: 1

AB: 1999
- Coppa di Scozia: 1

Rangers: 2002
- Campionati scozzesi: 2

Rangers: 2003, 2005

### Individuale
- Calciatore danese under-19 dell'anno: 1

1998